# Pipilo chlorurus
Pipilo chlorurus là một loài chim trong họ Emberizidae.